# Carresse-Cassaber
Carresse-Cassaber – miejscowość i gmina we Francji, w regionie Nowa Akwitania, w departamencie Pireneje Atlantyckie.
Według danych na rok 1990 gminę zamieszkiwało 536 osób, a gęstość zaludnienia wynosiła 39 osób/km² (wśród 2290 gmin Akwitanii Carresse-Cassaber plasuje się na 686. miejscu pod względem liczby ludności, natomiast pod względem powierzchni na miejscu 833.).